# Euphranta toxoneura
Euphranta toxoneura
 es una especie de insecto del género Euphranta de la familia Tephritidae del orden Diptera. 
Friedrich Hermann Loew la describió científicamente por primera vez en el año 1846.